# So So Def Recordings
La So So Def Recordings è un'etichetta discografica statunitense fondata nel 1993 da Jermaine Dupri. L'etichetta è specializzata in musica hip hop e R&B.
Per quanto riguarda la distribuzione, l'etichetta è associata alla Epic Records.

## Artisti
Tra gli artisti e i gruppi che pubblicano o che hanno pubblicato per la label vi sono Xscape, Da Brat, Jagged Edge, Jermaine Dupri, Lil' Bow Wow, YoungBloodZ, Anthony Hamilton, J-Kwon, Dem Franchize Boyz e 3LW.